# Hans Johansen Lindenov (død 1568)
 Der er flere personer med dette navn, se Hans Johansen Lindenov.
Hans Johansen Lindenov til Fovslet (død 27. september 1568 i København) var en dansk godsejer og lensmand.
Han var søn af Hans Johansen Lindenov til Fovslet (død omkring 1536) og Berete (eller Birgitte) Eriksdatter Rosenkrantz og dermed bror til Anders og Christoffer. 
Da faderen hed ligesom han, og da dennes dødsår ikke kendes, er det uvist, hvornår den ene forsvinder af kilderne, og den anden begynder. Det var dog formodentlig ham, der i 1534 deltog i den fynske adels hyldingsmøde i Hjallese Kirke og ved Nyborgs erobring faldt i grev Christoffers hænder; men det må da forudsættes, at han allerede på det tidspunkt var blevet gift med Rigborg Tinhuus til Julskov og derved var blevet fynsk godsejer; først 1536 nævnes imidlertid hans mor som enke. 
I hvert fald var han en fuldvoksen mand 1537, og herefter findes hans navn i rækken af de velstående adelsmænd, som gang efter gang, bl.a. under Den Nordiske Syvårskrig, måtte forstrække kronen med penge mod som pant at få større eller mindre len. Han havde således Hindsgavl i pant fra 1546-60, da broderen Christoffer indløste dette slot fra ham; 1562 fik han Alling Kloster og 1566 Hundsbæk, som han begge beholdt uafløst til sin død. Ellers var han 1540-46 høvedsmand på Kjærstrup og på Silkeborg fra 1560 til sin død. 
Både han og hans hustru (død 2. juni 1572) hørte til de hyppige gæster ved festlige lejligheder ved hoffet, ligesom han var en meget anvendt mand i mindre offentlige hverv. I Syvårskrigen synes han ikke at have deltaget (han fik 1565 med nogle få andre adelsmænd udtrykkelig ordre til at blive hjemme), men hans tjeneste benyttedes ved udskrivning af mandskab og så videre.